# PubMed

PubMed est un service de la United States National Library of Medicine.

PubMed est le principal moteur de recherche de données bibliographiques de l'ensemble des domaines de spécialisation de la biologie et de la médecine. PubMed est gratuit et donne accès à la base de données bibliographique MEDLINE, rassemblant des citations et des résumés d'articles de recherche biomédicale. La plupart des citations contiennent un lien vers l'article entier quand celui-ci est disponible gratuitement (par exemple dans PubMed Central).

## Histoire
PubMed a été développé par le Centre américain pour les informations biotechnologiques (NCBI).
PubMed est hébergé par la Bibliothèque américaine de médecine des Instituts américains de la santé.
PubMed est gratuit depuis le milieu des années 1990.
Au printemps 2020, la National Library of Medicine lance une nouvelle version de PubMed. Les modifications du moteur de recherche portent sur son ergonomie (Responsive design), mais également sur la manière dont le moteur de recherche interprète les requêtes qui y sont saisies, via le déploiement de l'Automatic Term Mapping.

## La base de données MEDLINE
En mars 2024, MEDLINE possédait plus de 31 millions de références bibliographiques, publiées depuis 1950, dans environ 5 200 revues biomédicales (revues en biologie et en médecine) distinctes.
C'est la base de données de référence pour les sciences biomédicales.
Comme pour d'autres bases de données bibliographiques, PubMed ne comprend pas le texte complet des articles, seulement les références bibliographiques.

## Autres services fournis par PubMed
En plus de MEDLINE, PubMed offre aussi accès à :[réf. nécessaire]
- OLDMEDLINE pour les articles d'avant 1966 ;
- les citations de tous les articles, même « hors-sujet » (c’est-à-dire couvrant des sujets tels que la tectonique des plaques ou l'astrophysique) de certains journaux de MEDLINE, principalement ceux publiés dans les journaux importants généralistes de science ou de biochimie (comme Science et Nature, par exemple) ;
- des citations en cours de référencement avant leur indexation dans MeSH ou MEDLINE, ou passage ou statut « hors-sujet » ;
- des citations plus anciennes que la sélection pour MEDLINE du journal dont elles sont issues (quand elles sont fournies électroniquement par l'éditeur) ;
- les articles soumis gratuitement à PubMed Central.

PubMed est l'un des moteurs de recherche permettant de chercher dans la base de données MEDLINE ; ces informations sont aussi disponibles auprès d'organismes privés comme Ovid (en) et SilverPlatter (en), entre autres.
PubMed offre aussi des informations sur des journaux, que l'on peut rechercher par titre, sujet, titre abrégé, l'ID de NLM, l'abréviation ISO, et les ISSN (International Standard Serial Number) écrit et électroniques. La base de données « journal » inclut tous les journaux de la base Entrez.